# 4A busz (Budapest)
A budapesti 4A jelzésű autóbusz a Gyöngyösi utca és az Engels tér (Erzsébet tér) között közlekedett. A vonalat a Budapesti Közlekedési Vállalat üzemeltette.

## Története
1961. augusztus 7-étől a 4A jelzésű buszok a Gyöngyösi utca és a Lékai János tér között közlekedtek, mely 1962. március 11-én megszűnt a 4-es busz lerövidítése miatt. 1981. május 4-én újraindult a 4A jelzésű betétjárat a Gyöngyösi utca és az Engels tér között. 1990. december 14-én a 4-es buszt lerövidítették, csak a Deák Ferenc tér és a Gyöngyösi utca között közlekedett, míg betétjárata, a 4A busz megszűnt.

## Útvonala
| Erzsébet tér felé | Gyöngyösi utca felé |
| --- | --- |
| Gyöngyösi utca vá. – Gyöngyösi utca – Násznagy utca – Fiastyúk utca – Béke utca – Lehel utca – Róbert Károly körút – Vágány utca – Dózsa György út – Andrássy út – Deák Ferenc tér – Erzsébet tér vá. | Erzsébet tér vá. – József Attila utca – Andrássy út – Dózsa György út – Lehel utca – Béke utca – Fiastyúk utca – Násznagy utca – Tomori utca – Babér utca – Váci út – Gyöngyösi utca vá. |

## Megállóhelyei
Az átszállási kapcsolatok között nincsen feltüntetve az azonos útvonalon közlekedő 4-es busz. A táblázatban az 1990-es átnevezések előtti megállónevek szerepelnek, zárójelben az új nevekkel.
| 4A (Gyöngyösi utca – Engels tér) | 4A (Gyöngyösi utca – Engels tér) | 4A (Gyöngyösi utca – Engels tér)                                                                        | 4A (Gyöngyösi utca – Engels tér) | 4A (Gyöngyösi utca – Engels tér) | 4A (Gyöngyösi utca – Engels tér)                                  | 4A (Gyöngyösi utca – Engels tér)                                  | 4A (Gyöngyösi utca – Engels tér) |
| Perc (↓)                         | Perc (↓)                         | Megállóhely                                                                                             | Perc (↑)                         | Perc (↑)                         | Átszállási kapcsolatok                                            | Átszállási kapcsolatok                                            |                                  |
| 1981                             | 1990                             | Megállóhely                                                                                             | 1981                             | 1990                             | a járat indításakor                                               | a járat megszűnésekor                                             |                                  |
| -------------------------------- | -------------------------------- | --- | -------------------------------- | -------------------------------- | ----------------------------------------------------------------- | ----------------------------------------------------------------- | -------------------------------- |
| 0                                | 0                                | Gyöngyösi utca végállomás                                                                               | 28                               | 28                               | 4, 43, 43, 43A, 84, 184 3, 55                                     | 3V, 4, 43, 84                                                     |                                  |
| ∫                                | ∫                                | Váci út                                                                                                 | 27                               | 27                               | 4, 43, 43, 43A, 84, 184 3, 55                                     | 3V, 4, 43, 84                                                     |                                  |
| 1                                | 1                                | Tomori utca (korábban: Tomori utca SZTK (↓) / Göncöl utca (↑))                                          | 26                               | 26                               |                                                                   | 4, 120                                                            |                                  |
| 2                                | 2                                | Sollner utca (↓) Gyöngyösi utca (↑) (1990-től: Násznagy utca (↓) / József Attila tér (↑))               | 25                               | 25                               | 4                                                                 | 4                                                                 |                                  |
| 3                                | 3                                | Thälmann utca (↓) Sollner utca (↑) (1990-től: Fiastyúk utca (↓) / Násznagy utca (↑))                    | 24                               | 24                               |                                                                   |                                                                   |                                  |
| 4                                | 4                                | Béke utca (↓) Thälmann utca (↑) (1990-től: Béke utca (↓) / Fiastyúk utca (↑))                           | 23                               | 23                               | 4 12, 14                                                          | 4 12, 14                                                          |                                  |
| 6                                | 6                                | Frangepán utca (↓) Fáy utca (↑)                                                                         | 21                               | 21                               | 12, 14                                                            | 12, 14                                                            |                                  |
| 8                                | 8                                | Béke tér                                                                                                | 19                               | 19                               | 4, 32, 32 12, 14                                                  | 4, 32, 32 12, 14                                                  |                                  |
| 10                               | 10                               | Róbert Károly körút (Lehel utca) (korábban: Róbert Károly körút (↓) / Lehel utca (↑))                   | 17                               | 17                               | 4 1, 12, 14                                                       | 4 1, 12, 14                                                       |                                  |
| 11                               | 11                               | Vágány utca (↓) Róbert Károly körút (↑)                                                                 | 16                               | ∫                                | 4, 20, 20, 30, 30, 32, 32, 55, 55, 120                            | 20, 20, 20A, 30, 30, 32, 32 1                                     |                                  |
| ∫                                | ∫                                | Lehel utca                                                                                              | ∫                                | 15                               | Nem érintette                                                     | 12, 14 75, 79                                                     |                                  |
| 13                               | 13                               | Dózsa György út (↓) Szabolcs utca (↑) (korábban: Dózsa György út (↓) / Vágány utca (↑))                 | 14                               | 14                               | 20, 30, 120 75, 79                                                | 20, 30 75, 79                                                     |                                  |
| 15                               | 15                               | Hősök tere (↓) Szépművészeti Múzeum (↑)                                                                 | 12                               | 12                               | Millenniumi Földalatti Vasút 1, 1, 20, 20, 30, 30, 120 72, 75, 79 | Millenniumi Földalatti Vasút 1, 4, 20, 20, 20A, 30, 30 72, 75, 79 |                                  |
| 17                               | 17                               | Bajza utca                                                                                              | 10                               | 10                               | Millenniumi Földalatti Vasút 1                                    | Millenniumi Földalatti Vasút 1, 33                                |                                  |
| 19                               | 19                               | Kodály körönd                                                                                           | 8                                | 8                                | Millenniumi Földalatti Vasút 1, 33                                | Millenniumi Földalatti Vasút 1, 33                                |                                  |
| 22                               | 22                               | November 7. tér (1990-től: Oktogon)                                                                     | 5                                | 5                                | Millenniumi Földalatti Vasút 1, 1, 4, 12, 12A, 12 4, 6            | Millenniumi Földalatti Vasút 1, 4 , 6                             |                                  |
| 24                               | 24                               | Opera                                                                                                   | 3                                | 3                                | Millenniumi Földalatti Vasút 1 70, 78                             | Millenniumi Földalatti Vasút 1 70, 78                             |                                  |
| 25                               | 25                               | Bajcsy-Zsilinszky út (↓) Népköztársaság útja (↑) (1990-től: Bajcsy-Zsilinszky út (↓) / Andrássy út (↑)) | 2                                | 2                                | Millenniumi Földalatti Vasút 1, 4                                 | Millenniumi Földalatti Vasút 1, 4                                 |                                  |
| ∫                                | 27                               | Deák tér                                                                                                | ∫                                | ∫                                | Nem érintette                                                     | Millenniumi Földalatti Vasút 1, 9 47, 49                          |                                  |
| ∫                                | ∫                                | Engels tér                                                                                              | 1                                | ∫                                | Millenniumi Földalatti Vasút 1, 1, 6, 6, 9, 9, 15, 16 47, 49      | Nem érintette                                                     |                                  |
| 28                               | 28                               | Engels tér végállomás (1990-től: Erzsébet tér)                                                          | 0                                | 0                                | Millenniumi Földalatti Vasút 1, 1, 6, 6, 9, 9, 15, 16 47, 49      | 15, 15A, 16                                                       |                                  |